# 김근백
김근백(金根伯, 1981년 8월 30일 ~ )는 대한민국의 전직 스타크래프트 프로게이머이다. SaferZerg라는 아이디를 사용하며, 종족은 저그이다.
2000년 상반기부터 프로게이머로 할동하였으며, 2002년 상반기 GO(현 CJ 엔투스)의 초창기 멤버로 활동하였다.
2004년 1월 1일 같은 팀 소속이었던 최인규와 함께 CJ 엔투스에서 삼성전자 칸으로 이적하였다.
2007년 9월 12일 은퇴를 선언하였다.

## 수상 경력
- 2000년 4월 대구,경북 SK텔레콤 TTL배 2:2팀플전 우승
- 2000년 8월 대구 U대회 개최 기념 동아백화점 대회 3위
- 2000년 10월 이노츠배 10월 주장원전 3위
- 2000년 11월 이노츠배 11월 정기전 3위
- 2001년 1월 이노츠배 1월 정기전 우승
- 2001년 3월 이노츠배 3월 정기전 준우승
- 2001년 4월 zzgame.com 챌린저 대회 3위
- 2001년 5월 메가웹 프로게이머 선발전 준우승
- 2001년 5월 이노츠배 5월 정기전 우승
- 2001년 6월 이노츠배 6월 정기전 준우승
- 2001년 6월 이노츠배 6월 주장원전 우승
- 2001년 8월 배틀탑 8월 결선대회 우승
- 2001년 8월 이노츠배 8월 4차 주장원전 준우승
- 2001년 9월 이노츠배 9월 1차 주장원전 우승
- 2001년 9월 이노츠배 9월 정기전 우승
- 2001년 12월 이노츠배 12월 1차 주장원전 3위
- 2001년 12월 이노츠배 12월 3차 주장원전 우승
- 2001년 12월 제1회 GameBug배 스타최강전 준우승
- 2001년 12월 KTF배 국제게임챔피온쉽 4위
- 2002년 11월 파인드올배 챌린저 대회 대구,경북 지역 1위
- 2005년 2월 IOPS 스타리그 8강
- 2005년 12월 신한은행 스타리그 2005 16강